# آئویی ماتسوری

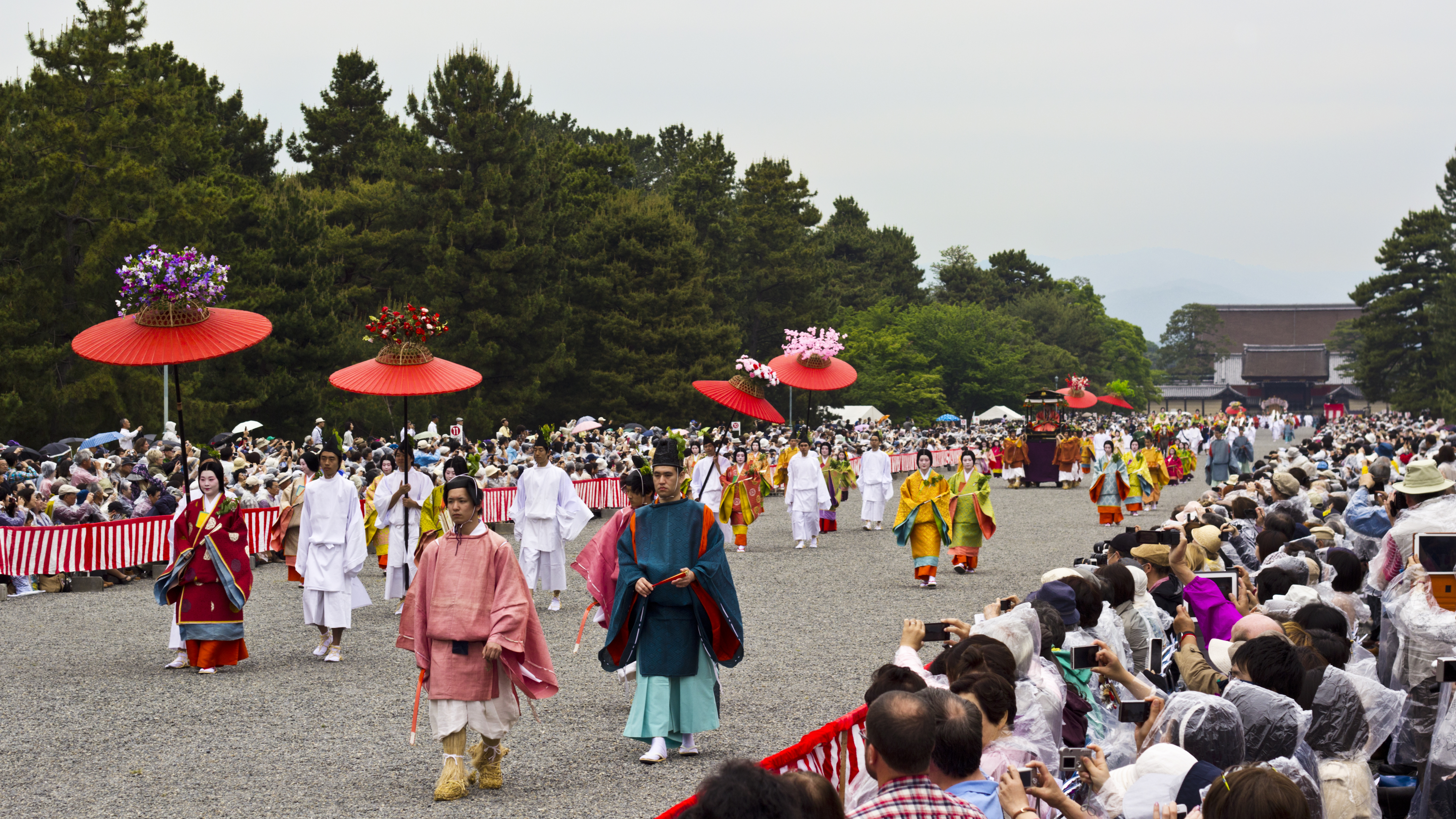
آئویی ماتسوری در کیوتو، در باغ‌های امپراتوری کیوتو

آئویی ماتسوری (به ژاپنی: 葵祭 Aoi Matsuri) یا جشنواره گل ختمی، یکی از سه جشنواره بزرگ ژاپن است که در کیوتو‌، ژاپن برگزار می‌شود. دو جشنواره دیگر جشنواره جیدای ماتسوری و جشن گیئون می‌باشند. این جشنوارهٔ دو زیارتگاه، معبد شیموگامو و معبد کامیگامو در شمال شهر است. از این رو جشنواره ممکن است به عنوان جشنواره کامو نیز یاد شود. این جشنواره هر سال در ۱۵ ماه مه در حد فاصل یک کاخ قدیمی و دو معبد شیموگامو و کامیگامو برگزار می‌شود.

## تاریخچه
فرض با توجه به نیهون‌شوکی این است که این جشنواره در زمان امپراتور کیم‌می (سلطنت ۵۳۹–۵۷۱ میلادی) آغاز شده‌است. سوابق باستانی معروف به «هونچو گتسوری» (ō 朝 月 令) و «نن چو جیجو هیشو» (年 中 行事 秘 抄) نشان می‌دهد که پی در پی باران‌های فاجعه‌بار با وزش باد شدید محصولات دانه را خراب می‌کند، و بیماری‌های همه گیر در کشور گسترش یافته بود. از آنجا که پیشگویی‌ها علت این امر را مجازات الهی خدایان معبد کامو پنداشته بود، امپراتور فرستادهٔ خود را به حرم فرستاد تا با انجام کارهای مختلفی از خدایان دلجویی به عمل آورده و برای برداشت محصول فراوان دعا کند. این عمل شامل راندن با یک اسب تندرو بود.
این به یک آیین سالانه و عملکرد اسب تند و تیز به یک اجرای تیراندازی با کمان (یابوسامه) تبدیل شد. طبق سوابق تاریخی معروف به شوکو نیهونگی (続 日本 記)، تعداد زیادی از مردم برای دیدن این نمایش سوارکاری در روز جشنواره در سال دوم سلطنت امپراتور مونمو (سلطنت ۶۹۷–۷۰۷) آمده بودند؛ که این رویداد ممنوع شد.
در قرن نهم، امپراتور کانمو، تخت پادشاهی ژاپن را در کیوتو تأسیس کرد. این نشان دهنده آغاز دوره هی‌آن در تاریخ ژاپن است. امپراتور کانمو خدایان (کامی) مقدسِ معبد کامو را به عنوان محافظان پایتخت هی‌آن شناخته و آئویی ماتسوری را به عنوان یک رویداد سالانه امپراتوری تأسیس کرد.

## اجرا
بنا بر اعتقاد برگزار کنندگان مراسم، این جشنواره بیانگر در راه بودن فصل تابستان است. نماد (ارابه) مراسم که به وسیله گاو کشیده می‌شود و برگزارکنندگان در کنار آن حرکت می‌کنند، با گل ختمی پیراسته و تزیین شده‌است و دلیل نامگذاری این مراسم نیز به نام جشنواره گل ختمی به همین سبب است. برگزارکنندگان حدود ۵۰۰ نفر هستند که لباس‌های سنتی دوره هی‌آن (۷۹۴–۱۱۸۵) را به تن کرده‌اند و تماشاگران را به یا زمانی می‌اندازند که شهر کیوتو پایتخت ژاپن بوده‌است. افرادی که در محل اجرای مراسم حضور دارند با دیدن این مراسم جامعه ۱۲۰۰ سال پیش ژاپن را در ذهن مجسم می‌کنند.